# NGC 6819
NGC 6819 هي مجرة تتبع كوكبة الدجاجة. اكتشفها كارولين هيرشل في 12 مايو 1784.

## روابط خارجية
- NGC 6819 على موقع ويكي سكاي: DSS2, SDSS, GALEX, IRAS, Hydrogen α, X-Ray, Astrophoto, Sky Map, Articles and images